# Habenaria crinifera
Habenaria crinifera är en orkidéart som beskrevs av John Lindley. Habenaria crinifera ingår i släktet Habenaria och familjen orkidéer. Inga underarter finns listade i Catalogue of Life.